# 桜井正信 (陸軍軍人)
桜井 正信（さくらい まさのぶ、1886年（明治19年）7月1日 - 1977年（昭和52年）1月7日）は、大日本帝国陸軍軍人。華北洋灰社長。最終階級は陸軍少将。位階勲等は従四位勲三等。

## 経歴
富山県西礪波郡東蟹谷村出身。陸軍士官学校第19期、陸軍大学校第28期卒業卒業。1923年（大正12年）8月、陸軍歩兵少佐に進級し、9月時点で参謀本部附であった。1924年（大正13年）9月時点で歩兵第74連隊大隊長に就任し、1926年（大正15年）2月に近衛歩兵第1連隊附となり、東京商科大学に配属された。1927年（昭和2年）3月からは東京商科大学附属教員養成所服務を兼ね、7月に陸軍歩兵中佐に進級した。1929年（昭和4年）8月、参謀本部附に転じ、1931年（昭和6年）8月に歩兵第21連隊附となった。
1932年（昭和7年）4月、陸軍歩兵大佐進級と同時に浜田連隊区司令官に着任した。1934年（昭和9年）3月に歩兵第76連隊長（第19師団・歩兵第38旅団）に転じ、1935年（昭和10年）8月に近衛師団司令部附となり、法政大学に配属された。1936年（昭和11年）8月1日、陸軍少将進級と同時に待命となり、8月28日に予備役に編入された。
1940年（昭和15年）、華北洋灰社長に就任した。